# Граб (Польща)
Граб (пол. Grab) — лемківське село в Польщі, у гміні Кремпна Ясельського повіту Підкарпатського воєводства.
Населення — 63 особи (2011).

## Розташування
Лежить над потоком Рияк — правою притокою річки Віслока.
Через село проходить воєводська дорога № 992.

## Історія
Згадується в податковому реєстрі 1581 року як село Миколая Стадницького у Бецькому повіті, було парохіяльним, були 17 волоських господарств, 1 коморники без тяглової худоби, господарство солтиса і «піп руський з церквою».
Село згадується в 1663 р., коли власник земель коронний хорунжий Кохановський дав привілеї для духовенства у своїх володіннях.
13 січня 1770 р. коло села російськими військами був розбитий табір барських конфедератів.
В 1809 р. збудовано дерев'яну церкву св. Безср. Косми і Даміяна (спалена в 1950 р.).
В 1820 р. організовано першу школу, яку вів дяк.
В 1849 р. селом пройшли російські війська для придушення угорського повстання.
У 1880 році проживало 611 жителів (греко-католиків).
Перед Першої світової війни в селі була москвофільська читальня імені Качковського. В 1912-1913 рр. в селі діяв Максим Сандович — російський емісар під виглядом православного священика, якому на короткий час вдалося заманити частину жителів на вихід з греко-католицької церкви. У 1914 р. за москвофільство 17 жителів села заарештовано і вислано до Талергофу.
Після боїв Першої світової війни в 1915 р. залишилося два військові цвинтарі.
Тилявська схизма призвела до переходу до Польської православної церкви невеликої частини жителів: станом на 1936 рік в селі проживало 609 греко-католиків і 85 православних. В селі уже діяла читальня «Просвіти».
Під час Другої світової війни в селі було чисто лемківське населення — 680 українців, а 40 поляків прикордонної сторожі втекли в 1939 р..
До 1945 р. в селі була греко-католицька парохія Дуклянського деканату, до якої також входили Ожинна і Вишеватка. Метричні книги провадились від 1784 р.
Село було дуже знищене під час Другої світової війни, оскільки входило до німецької оборонної лінії. У 1945 році частину мешканців села було переселено на схід України, а решту (108 осіб) в 1947 році 29 травня в результаті операції «Вісла» було депортовано на понімецькі землі Польщі.
У 1975-1998 роках село належало до Кросненського воєводства.

## Демографія
Демографічна структура станом на 31 березня 2011 року:
|          | Загалом | Допрацездатний вік | Працездатний вік | Постпрацездатний вік |
| -------- | ------- | ------------------ | ---------------- | -------------------- |
| Чоловіки | 29      | 5                  | 22               | 2                    |
| Жінки    | 34      | 4                  | 25               | 5                    |
| Разом    | 63      | 9                  | 47               | 7                    |